# 밀레니엄 수학 프로젝트
밀레니엄 수학 프로젝트(Millennium Mathematics Projects)는 1999년에 케임브리지(Cambridge) 대학에서 계획되었다. 이는 수학과와 교육과의 연합프로젝트였다. 밀레니엄 수학 프로젝트는 5살부터 19살까지의 모든 수준의 학생에 대한 수학 교육을 지원하는 것과 학교 교육과정을 넘어 특별히 풍부하고, 확장된 활동을 통하여 수학적 기교와 이해의 발전을 향상시키며, 일반적인 대중의 수학적 이해를 강화하는 것을 목표로 한다. 프로젝트는 현재 John Barrow가 책임을 맡고 있다.
밀레니엄 수학 프로젝트는 보충 프로그램의 범위를 포함한다.

## 프로젝트 종류
NRICH 웹사이트는 5살부터 19살까지의 무료 수학교육 강화 교재를 발표하고 있다. NRICH 자료는 문제-해결, 핵심적 수학 논리 전개, 전략적 사고 기술에 초점을 맞춘다. 2004/5년에 웹사이트는 170만 사이트 방문을 받았다. (4900만 접속 이상)
Plus 매거진은 15세 이상과 일반 대중을 위한 무료 온라인 수학 잡지이다. 2004/5년에 Plus는 130만 사이트 방문을 받았다. (310만 접속 이상) 이 사이트는 2001년도에 인터넷에서 최고의 과학 사이트로써 Webby 상을 받았다.
비디오-회의 활성화하기 프로젝트는 대학 수학자와 과학자를 Jersey, Belfast에서부터 Glasgow 와 London 중심까지의 지역에서 파키스탄, 남아프리카, 인도, 싱가폴까지의 국제적인 연결에서 초등과 중등학교에 연결시키는 것이다.
https://web.archive.org/web/20080828202039/http://thesaurus.maths.org/ 는 초-중등학교와 대학교의 어휘집이다. 본 프로젝트는 또한 수학을 탐구하는 창조적인 방법을 보여주는 Hands On Maths Roadshow를 발전시켰으며, 2004년에는 Simon Singh의 에니그마 학교 워크샵, 암호론과 암호 해독을 통한 수학탐구의 진행을 담당하였다. 둘 다 영국과 아일랜드를 망라하면서 쇼핑센터 같은 곳에서 초-중등학교와 일반 대중에게 소개되었다.
2005년도 11월에는 밀레니엄 수학 프로젝트는 더 높으며, 장래의 교육을 위한 Queen's Anniversary Prize을 수상하였다.